# Câmara Municipal de Dourados
Câmara Municipal de Dourados é o órgão legislativo do município de Dourados, composta atualmente por 19 vereadores.
Para o prefeito criar alguma lei, é preciso a aprovação da Câmara Municipal, sendo que a gestão do prefeito torna-se mais fácil quando recebe desta casa legislativa. Cabe à casa ainda elaborar e votar leis fundamentais à administração e ao poder executivo, especialmente o orçamento municipal (conhecido como Lei de Diretrizes Orçamentárias).

## Nome
O nome da casa legislativa de Dourados é em homenagem a Domingos José Nogueira Jaguaribe Filho (cearense de Aracati), que passou a ser o Patrono da Câmara de Vereadores de Dourados a partir de 22 de março de 1969, cuja Sessão que aprovou seu nome ocorreu no dia 17 de Abril de 1968.
O nome do Palácio Jaguaribe vem do tupi, segundo Silveira Bueno, o vocábulo indígena que significa "no rio das onças" (tupi  - yaguar: onça - y: rio - pe: em).

## História

### De Conselho Consultivo à Câmara Municipal
Em um período de revoluções, desordens, recursos pífios e quando a valentia se media pelos revólveres em coldres, predominava também o catolicismo e os moradores tinham uma vida calejada na dura lida do campo seja criando gado vacum, colhendo erva-mate, plantando para subsistência ou cortando madeira de lei. Foi nesse período que a Câmara Municipal foi instalada juntamente com o município e a Prefeitura de Dourados em 20 de Dezembro de 1935 formando primeiramente o ”Conselho Consultivo da Villa de Dourados”, atuando inicialmente de 22 de janeiro de 1936 a fevereiro de 1937. Tinha no início apenas três membros incluindo o presidente que foram nomeados pelo governador de Mato Grosso Mário Corrêa, cuja escolha se deu entre os notáveis da época. Apesar das dificuldades e das distâncias, o Conselho Consultivo da Villa de Dourados, através de seu primeiro presidente, Nelson de Araújo, lançou os alicerces da democracia em um tempo no qual a influência dos coronéis paisanos e grandes latifundiários era decisiva. A então “Villa de Dourados” tinha pouco mais de 15 mil pessoas. Esse Conselho definiu os lotes do povoado, viabilizou verba para se instalar a cadeia, contratar professores, criou o cargo adjunto de professor e estabeleceu as bases dos tributos imobiliários. 
Os vereadores tinham pressa e trabalharam com afinco para atender a população e organizar a instituição Câmara e suas relações com o Executivo. Foi a partir daí que o Conselho Consultivo da Villa de Dourados passou a se chamar Câmara Municipal de Dourados. Este passou a ter sessões diárias que às vezes entravam noite adentro para se definir o Regimento Interno, Código de Posturas, Orçamento, entre outros assuntos básicos da estrutura administrativa. Tentavam impor independência e liberdade política. A Câmara reservou área para Ministérios, para o campo de aviação, para as Escolas Reunidas, para o colégio dos padres, para a prefeitura, para escolas e patrimônios. Dourados despertava para um futuro que era duvidoso e incerto para alguns e promissor para os sonhadores e otimistas. Em 5 de novembro Cyro de Mello foi nomeado “colletor estadual”. Na 1ª legislatura a presidência ficou, por quatro dias, nas mãos de João Vicente de Azambuja. Em 10 de novembro de 1937 Getúlio Vargas dissolveu Câmaras, Assembleias e partidos políticos. Instituiu uma nova Constituição. 

### Regimes fechados e redemocratização
Era o início do Estado Novo e o período de dormência da democracia que mal tinha começado a ser exercitada no âmbito local. A 2ª legislatura levou cerca de 10 anos para ocorrer após uma década de obscuridade democrática, mas de rápido crescimento. Retomou o processo de organização. Nessa legislatura definiu-se a zona urbana em 255 mil m² e se ocupou com conflitos fundiárias urbanos e oriundos da Colônia Agrícola Nacional de Dourados (CAND), demarcada em julho de 1948, uma ousada reforma agrária em 300 mil hectares dentro da “Marcha para o Oeste”. Esse projeto fomentou uma febre migratória sem precedentes e, com isso, uma forte demanda por serviços públicos e estradas. Os migrantes, a maior parte nordestinos, desembarcavam de trens nos distrito de Itahum e em Maracaju. Foi nessa legislatura que foi empossada a primeira mulher da Câmara de Dourados, Albertina Pereira de Matos. Na 3ª legislatura, em 12 de novembro de 1953, foi instituído o feriado municipal de 20 de dezembro e na 4ª legislatura uma segunda mulher toma assento na Casa, Maria da Glória Muzzi Ferreira. 
Na 6ª legislatura é instaurado o regime militar de 1964 em 31 de março e na 7ª legislatura ocorre a sessão de 17 de Abril de 1968 que é escolhido como patrono da casa legislativa a partir de 22 de março de 1969 o cearense Domingos José Nogueira Jaguaribe Filho (este nascido em Aracati). A partir da 10ª legislatura ocorre o processo de fundação e instalação do novo estado de Mato Grosso do Sul. A legislatura seguinte era para ser a 11ª, mas ocorre uma recontagem e volta a ser a primeira em função da inserção de Dourados no novo estado de Mato Grosso do Sul. Na 2ª legislatura após a divisão ocorre o processo de redemocratização nacional e é comemorado o cinquentenário de Dourados, além das Diretas Já no município. 
Outro evento que fez parte dessa legislatura foi a promulgação da atual constituição de 1988. Na 3ª legislatura ocorre, além da primeira eleição simultânea de duas mulheres (Francisca Felisbela de Barros e Lori Alice Gressler), elegeu-se também um deficiente físico (Ivo Cratiu). A Câmara, até então no 1º andar, se mudou para um prédio térreo para facilitar o acesso desse vereador. Foi o período de se elaborar a nova Constituinte Municipal e se criaram e foram propostos vários conselhos. Já na 4ª legislatura ocorre a morte de um vereador (Santos Soares de Lima, o “Santim”) em outubro de 1994 e na 5ª morre Dioclécio Artuzi por alguma doença em novembro de 1998. 

### Shopping, universidade e escândalo
Na 6ª e 7ª legislaturas ocorre a construção e inauguração da primeira universidade federal com sede no município, a UFGD em 2005, e do primeiro shopping da cidade, o Avenida Center em 2006.
Na 8ª legislatura, em 1 de setembro de 2010, numa operação da Polícia Federal, foram presos por corrupção o então prefeito Ari Artuzi, a primeira-dama, o vice-prefeito, o presidente da Câmara, mais nove vereadores, o advogado geral do município, mais quatro secretários municipais, assessor do prefeito, o diretor de departamento de licitações, gestor de compras da prefeitura, e empresários da região, que praticaram envolvimento num esquema relacionado ao exercício ilegal de atividade financeira, agiotagem, crimes contra a ordem econômica e o sistema financeiro, fraude à licitação e corrupção.
Do final de 2011 a 2016 a casa teve apenas um presidente que foi Idenor Machado.

## Composição atual
A Câmara Municipal tem o intuito de cuidar de interesses essencialmente do município. É composta por 19 vereadores eleitos para mandatos de quatro anos, estando atualmente na 11ª legislatura (mandato de 2021 a 2025). Cabe à casa legislativa elaborar e votar leis fundamentais à administração e ao Executivo, especialmente o orçamento municipal (Lei de Diretrizes Orçamentárias). É comandado pelos seguintes partidos: 

### Vereadores
| Partido       | Vereador |
| ------------- | --- |
| DEM           | Creusimar Barbosa da Silva (Creusimar Barbosa) Diogo Silveira Castilho (Dr Diogo Castilho) Edércio Márcio Ramos (Márcio Pudim) Juscelino Rodrigues Cabral (Juscelino Cabral) |
| MDB           | Olavo Henrique dos Santos (Olavo Sul) Laudir Antônio Munaretto (Laudir Munaretto)                                                                                            |
| Patriota      | Daniel Teixeira da Costa Junior (Daniel Junior) |
| PODE          | Marcelo Pereira Mourão (Marcelo Mourão) |
| PP            | Maria Imaculada Nogueira (Lia Nogueira) |
| PSB           | Mauricio Roberto Lemes Soares (Mauricio Lemes) |
| PSD           | Daniela Weiler Wagner Hall (Daniela Hall) |
| PSDB          | Rogério Yuri Farias Kintschev (Rogério Yuri) Sergio Nogueira (Sergio Nogueira)                                                                                               |
| PT            | Elias Ishy de Mattos (Elias Ishy) |
| PTB           | Jânio Colman Miguel (Jânio Miguel) Liandra Ana Brambilla (Liandra da Saúde)                                                                                                  |
| Republicanos  | Fábio Luis da Silva (Fábio Luis) |
| Solidariedade | Jucemar Almeida Arnal (Cemar Arnal) Marcos Roberto Soares (Marcão da Sepriva)                                                                                                |

### Mesa diretora
Os cargos atuais da mesa diretora e seus ocupantes.
- Presidente: Laudir Munaretto (MDB)
- Vice-presidente: Cemar Arnal (Solidariedade)
- Primeiro secretário: Juscelino Cabral (DEM)
- Segunda secretária: Lia Nogueira (PP)

### Comissões
Atualmente a Câmara tem 19 comissões permanentes:
- 1. Comissão de Justiça, Legislação e Redação
- 2. Comissão de Finanças e Orçamento
- 3. Comissão de Obras e Serviços Públicos
- 4. Comissão de Educação
- 5. Comissão de Indústria, Comércio e Turismo
- 6. Comissão de Agricultura e Pecuária
- 7. Comissão de Higiene e Saúde
- 8. Comissão de Direitos Humanos, Cidadania e Defesa do Consumidor
- 9. Comissão de Controle e Eficácia Legislativa
- 10. Comissão de Segurança Pública e Trânsito
- 11. Comissão de Ética e Decoro Parlamentar
- 12. Comissão de Meio Ambiente
- 13. Comissão de Cultura
- 14. Comissão de Esporte e Lazer
- 15. Comissão de Assistência Social
- 16. Comissão Indígena e Afrodescendente
- 17. Comissão de Habitação e Patrimônio Público
- 18. Comissão de Juventude
- 19. Comissão de Políticas de Prevenção às Drogas

## Mandatos anteriores

### Século XXI

#### 10ª legislatura
A 10ª legistura ocorreu entre 2017 e 2020. 

##### Membros
A 10ª legislatura foi composta por 19 vereadores eleitos para o respectivo mandato. 
| Vereador | Partido |
| -------- | --- |
| DEM      | Alan Aquino Guedes de Mendonça (Alan Guedes) Aparecido Medeiros da Silva (Cido Medeiros) Madson Roberto Pereira Valente (Madson) Pedro Alves de Lima (Pedro Pepa) |
| PDT      | Romualdo Rodrigues da Silva (Romualdo Ramim) |
| PEN      | Carlito Heleno de Paula (Carlito do Gás) Olavo Henrique dos Santos (Olavo Sul)                                                                                    |
| PMDB     | Juarez de Oliveira (Juarez Amigo de Todos) Cirilo Ramão Ruis Cardoso (Pastor Cirilo)                                                                              |
| PPS      | Alcirio Zanata (Silas Zanata) |
| PR       | Alberto Alves dos Santos (Bebeto) Jânio Colman Miguel (Jânio Miguel) Rodrigo Junior de Morais Rodrigues (Junior Rodrigues)                                        |
| PSC      | Antônio Braz Genelhu Melo (Braz Melo) |
| PSD      | Daniela Weiler Wagner Hall (Daniela Hall) |
| PSDB     | Idenor Machado Marçal Gonçalves Leite Filho (Marçal Filho) S. Nogueira (Sérgio Nogueira)                                                                          |
| PT       | Elias Ishy de Mattos (Elias Ishy) |

#### 9ª legislatura
A 9ª legislatura, entre 2013 e 2016, foi uma legislatura pacífica em comparação a legislatura anterior, que teve um escândalo e foram trocados vários membros da casa.

##### Projetos importantes aprovados
- Aprovado a manutenção das concessões da empresa Medianeira (Viação Dourados).[9]
- A Câmara de Vereadores de Dourados aprovou ontem, 12 dos 15 projetos de lei presentes na pauta de votação da penúltima sessão ordinária de 2014, entre eles, propostas que beneficiam duas categorias de servidores públicos do município. Os projetos foram aprovados em primeira votação e devem impactar diretamente os guardas municipais e servidores que atuam em cargos de direção nas unidades de saúde. O primeiro projeto de lei apreciado pelos vereadores, de autoria do Poder Executivo, altera dispositivos da Lei Complementar nº 121/2007 – que trata do Regime Jurídico e o PCCR (Plano de Cargos, Carreiras e Remuneração) dos Servidores da Guarda Municipal. Já a segunda proposta aprovada pelos vereadores cria dispositivos na Lei complementar n° 214/2013, que trata da estruturação organizacional da Prefeitura e na Lei Complementar nº 117/2007, que dispõe sobre o PCCR (Plano de Cargos e Carreiras), referente ao cargo de diretor de unidade de saúde.[10]

##### Membros
A 9ª legislatura foi composta por 19 vereadores eleitos para o respectivo mandato. Foi comandada nessa legislatura por 14 partidos. A casa teve no mandato inteiro apenas um presidente que foi Idenor Machado.
| Partido     | Vereador |
| ----------- | --- |
| DEM         | Idenor Machado Alan Aquino Guedes de Mendonça (Alan Guedes) Aparecido Medeiros da Silva (Cido Medeiros) Madson Roberto Pereira Valente (Madson) Pedro Alves de Lima (Pedro Pepa) |
| PDT         | Alberto Alves dos Santos (Bebeto) |
| PMDB        | Délia Godoy Razuk (Délia Razuk) |
| PP          | Virginia Marta Magrini (Virginia Magrini) |
| PRB         | Juarez de Oliveira (Juarez, o Amigo de todos) |
| PSB         | Sergio Nogueira (Pastor Sergio) Mauricio Roberto Lemes Soares (Mauricio Lemes)                                                                                                   |
| PSC         | Nelson Mauro Sodario de Oliveira (Nelson Sudário) |
| PSD         | Marcelo Pereira Mourão (Marcelo Mourão) |
| PSDC        | Aguilera de Souza (Aguilera) |
| PT          | Dirceu Aparecido Longhi (Dirceu Longhi) Elias Ishy de Mattos (Elias Ishy) |
| PTB         | Raphael da Silva Matos (Raphael Matos) |
| PTC         | Cirilo Ramão Ruis Cardoso (Pastor Cirilo) |
| PV          | Alcirio Zanata (Silas Zanata) |
| Presidentes | 21º Idenor Machado (2013/2014) 22º Idenor Machado (2015/2016) |

#### 8ª legislatura
A 8ª legislatura, entre 2009 e 2012, foi uma legislatura conturbada. Em 1 de setembro de 2010, numa operação da Polícia Federal, foram presos por corrupção o então prefeito Ari Artuzi, a primeira-dama, o vice-prefeito, o presidente da Câmara, mais nove vereadores, o advogado geral do município, mais quatro secretários municipais, assessor do prefeito, o diretor de departamento de licitações, gestor de compras da prefeitura, e empresários da região, que praticaram envolvimento num esquema relacionado ao exercício ilegal de atividade financeira, agiotagem, crimes contra a ordem econômica e o sistema financeiro, fraude à licitação e corrupção.

##### Projetos importantes aprovados
- Apesar das notícias negativas é aprovada uma lei que aumentaria de 12 para 21 vereadores em 2011, lei essa que acabou sendo revogada no mesmo ano.
- Outra lei aprovada é uma de 2012 em que houve a aprovação na casa da altura máxima dos prédios da cidade, que passou de 12 pavimentos para 20. Esta foi uma alteração da lei n.º 1.376, de 13 de junho de 1986.[12]

##### Membros
Nas eleições do ano de 2008, foram eleitos os seguintes vereadores para a 8ª legislatura:
| Partido     | Vereador |
| ----------- | --- |
| DEM         | Marcelo Luiz Lima Barros (Marcelo Barros) Gino José Ferreira (Gino) Idenor Machado Paulo Henrique Bambu (Bambu) Sidlei Alves da Silva (Sidlei Alves) |
| PDT         | Aurélio Luciano Pimentel Bonatto (Aurélio Bonatto) Humberto Teixeira Júnior                                                                          |
| PMDB        | Délia Godoy Razuk (Délia Razuk) |
| PR          | Marcelo Hall (Marcelão) |
| PRB         | Julio Artuzi Sucupira (Tio Julio Artuzi) |
| PSB         | José Carlos Cimatti Pereira (Cimatti) |
| PSDB        | José Carlos de Souza (Zezinho da Farmácia) |
| PT          | Dirceu Aparecido Longhi (Dirceu Longhi) |
| Presidentes | 18º Sidlei Alves (2009/2010) 19º Dirceu Longhi (2010/2011) 20º Idenor Machado (2011/2012)                                                            |

#### 7ª legislatura
A 7ª legislatura, entre 2005 e 2008, é finalizada a construção e inauguração da primeira universidade federal com sede no município, a UFGD em 2005, e do primeiro shopping da cidade, o Avenida Center em 2006, iniciados na legislatura anterior. A câmara também propôs ações arrojadas, modernas, de respeito às diferenças e de resgate do verdadeiro papel do Poder. Essas ações estão consolidando a imagem do Legislativo e servem de canal de integração. A preocupação nessa legislatura foi com a qualificação técnica, ética e política dos quadros. Destaca-se a ética na forma de legislar e a qualidade no atendimento à população. Conduziu as ações com habilidade para que a Câmara fosse exercida rumo à construção da cidadania e à transformação social. Democratizou as atividades e fortaleceu o poder político do Parlamento e de interlocutor da sociedade.

##### Projetos importantes aprovados
A Câmara foi uma das primeiras do Brasil a integrar o Sistema Interlegis, um programa do Congresso Nacional em parceria com o Banco Interamericano de Desenvolvimento (BID) de modernização e integração do Poder Legislativo nos seus níveis federal, estadual e municipal. Promove a transparência e interação do Poder Legislativo com a sociedade. Esse projeto é piloto.
- Em sintonia com os vereadores, foi adotado o projeto “Câmara Municipal de Dourados - De Todos, para Todos”. Dentro desse projeto há cinco eixos postos em prática (programação visual, projetos permanentes, projetos de oportunidades, comunicação e políticas internas). Esse projeto traduz o sentimento que move os parlamentares: o respeito à nossa história e valorização do povo.
- Em 2005 a Câmara iniciou o reordenamento do Regimento Interno e da Lei Orgânica (esta, a Constituinte Municipal) suprimindo eventuais casuísmos e penduricalhos acumulados ao longo dos anos.
- Foram instituídas duas sessões ordinárias semanais atendendo reivindicação da comunidade.
- Pensando nas pessoas portadoras de necessidades especiais, a Câmara instalou um elevador para o acesso aos gabinetes, sala de reuniões e Presidência.
- Outra meta da Presidência foi à implantação da Escola do Legislativo. Este vai oferecer aos servidores e parlamentares da região as opções de cursos disponíveis no calendário do ILB e da Unilegis (Universidade do Legislativo Brasileiro). Além de oferecer conhecimento, essa escola informa diretrizes, prioridades e orientações ao Poder Legislativo.

##### Membros
Nas eleições do ano de 2004, foram eleitos os seguintes vereadores para a 7ª legislatura:
| Partido      | Vereador |
| ------------ | --- |
| PFL (a. DEM) | José Carlos Cimatti Pereira (Cimatti) Sidlei Alves da Silva (Sidlei Alves)                                                                                  |
| PDT          | Cemar Arnal (Cemar) Edson Lima do Nascimento (Edson Lima)                                                                                                   |
| PMDB         | Eduardo Otavio Teixeira Marcondes (Eduardo Marcondes) |
| PL (a. PR)   | Carlos Roberto de Assis Bernardes (Carlinhos Cantor) Laudir Munaretto (Polaco)                                                                              |
| PSC          | Paulo Henrique Bambu (Bambu) |
| PT           | Elias Ishy de Mattos (Elias Ishy) Margarida Maria Fontanella Gaigher (Margarida Gaigher) Pedro Alves Ferreira (Tenente Pedro) José Silvestre (Zé Silvestre) |
| Presidentes  | 16º - Margarida Gaigher (2005/2006) 17º - Carlinhos Cantor (2007/2008)                                                                                      |

#### 6ª legislatura
Na 6ª legislatura, entre 2001 e 2004, ocorre o início da construção da primeira universidade federal com sede no município, a UFGD e do primeiro shopping da cidade, o Avenida Center. Além dessas duas questões, o nível do embate evoluiu bastante em outras questões pós-modernas e macros foram discutidas amplamente tais como normas mais rígidas para o controle ambiental. As políticas de inclusão social do governo progressista inicialmente renovaram o conceito assistencial. Realizou audiências públicas e interveio para uma solução pacífica no conflito entre índios e colonos de Panambizinho. Vetou o uso de agrotóxicos em terrenos baldios e obrigou os ônibus a instalar plataformas de acesso a portadores de deficiência física. Concedeu título de Cidadão ao jogador da seleção brasileira Antônio Carlos Zaggo; averiguou, em CPI, as contas do SUS e pediu cadeiras de rodas para idosos em bancos e supermercados. Em 2000, eram 164.674 mil habitantes, 149.679 na área urbana (dados do IBGE).

##### Projetos importantes aprovados
A Câmara exigiu dos bancos mais caixas eletrônicos, câmeras de segurança e instituiu sanções quanto ao não cumprimento da lei dos 15 minutos no atendimento. Exerceu vigilância ferrenha sobre os atos do Executivo.
- Aprovou o nome de Hospital Universitário para a Santa Casa
- Instituiu o Ipê como a árvore símbolo de Dourados
- A Câmara adquiriu a sede própria

##### Membros
Nas eleições do ano de 2000, foram eleitos os seguintes vereadores para a 6ª legislatura:
| Partido      | Vereador |
| ------------ | --- |
| PFL (a. DEM) | Sidlei Alves da Silva (Sidlei Alves) José Carlos Cimatti Pereira (Cimatti)                                                          |
| PDT          | Domingos Alves da Silva |
| PMDB         | Eduardo Otavio Teixeira Marcondes (Eduardo Marcondes) Humberto Teixeira Junior                                                      |
| PP           | Francisca Felisbela de Barros (Bela Barros) Manoel Lima Dourado Junior Paulo Afonso Flores Falcão (Paulo Falcão)                    |
| PPS          | José Silvestre (Zé Silvestre) Walter Ribeiro Hora (Walter Hora)                                                                     |
| PSB          | Nelso Gabiatti (Gabiatti) |
| PSDB         | Ari Valdecir Artuzi (Ari Artuzi) Luís Akira Oshiro (Akira)                                                                          |
| PT           | Elias Ishy de Mattos (Elias Ishy) Margarida Maria Fontanella Gaigher (Margarida Gaigher) Wilson Valentim Biasotto (Wilson Biasotto) |
| PV           | Jorge Antônio Dauzaker da Silva (Jorge Dauzaker)                                                                                    |
| Presidentes  | 14º - Humberto Teixeira Júnior (2001/2002) 15º - José Carlos Cimatti Pereira (2003/2004)                                            |

### Após a divisão (anos 80 e 90)

#### 5ª legislatura
Na 5ª legislatura, entre 1997 e 2000, o parlamento local alertou para a dívida astronômica do Município, pediu a conclusão da Santa Casa e denunciou o esgoto a céu aberto na Vila Cachoeirinha, impedindo a criação de novos loteamentos sociais. Exigiu ações contra a dengue e para repovoar o Rio Dourados. A agenda dos 500 anos teve várias homenagens. Alertou para a prostituição infantil e homenageou Darcy Ribeiro e Paulo Freire, mortos em 1997. Concedeu o Título de Cidadão ao Presidente do Paraguai, Juan Carlos Wasmosy.

##### Projetos importantes aprovados
Os vereadores trabalharam pela reestruturação do sistema de saúde e do ensino, intercedendo pela abertura do Hospital da Mulher no lugar do antigo Hospital Regional. Propôs a criação da indústria do lixo reciclável e sugeriu uma campanha para o desarmamento da população. Discutiu-se o Conselho de Segurança Pública. Questionou o valor irreal do IPTU e debateu a emenda da reeleição para FHC. 
- Aprovou o moto-táxi
- Inaugurou a galeria dos ex-presidentes da Câmara
- Criou o disk-denúncia na luta contra a violência

##### Membros
Nesta legislatura morre Dioclécio Artuzi por alguma doença em novembro de 1998 e três dos seus pares foram eleitos, numa ascensão inédita: Laerte Tetila, Geraldo Resende (deputados estaduais) e João Grandão (deputado federal). Nas eleições do ano de 1996, foram eleitos os seguintes vereadores para a 5ª legislatura:
- Vereadores e suplentes
  - Adib Massad
  - Antônio Carlos de Araújo Cruz
  - Carlos Roberto Assis Bernardes
  - Dioclécio Artuzi
  - Francisca Felisbela de Barros
  - Francisco Moreira Saraiva
  - Geraldo Resende Pereira
  - João Batista dos Santos
  - João Derli Farias Souza
  - Joaquim Soares
  - José Carlos Cimatti Pereira
  - José Laerte Cecílio Tetila
  - José Silvestre
  - Luiz Akira Oshiro
  - Luiz Machado
  - Manoel Lima Dourado Júnior
  - Osmaldo Nunes da Silva
  - Paulo Afonso Flores Falcão
  - Raufi Antônio Jaccoud Marques
  - Valdemar Soares de Lima
  - Walter Ribeiro Hora
- Presidentes
  - 12º - Raufi Antônio Jaccoud Marques (1997/1999)
  - 13º - Joaquim Soares (1999/2000)

#### 4ª legislatura
Na 4ª legislatura, entre 1993 e 1996, a turma foi bastante dinâmica, combativa e dialética. Cobrou, entre muitos projetos, a Perimetral Norte, a elucidação do assassinato do líder comunitário “Perequeté” e a moralidade no trato da coisa pública. A Câmara criticou o Executivo pelo culto à personalidade, pediu plantão odontológico, estabeleceu a Semana de Prevenção à Aids e cobrou da PF maior ação para coibir a venda de bebida alcoólica nas aldeias, causa de brigas, mortes, degradação física e cultural dos índios. Realizou eventos sobre o trânsito, a violência e discutiu a controvertida ideia da mudança do nome de MS para “Estado do Pantanal”. Tetila, um dos vereadores mais combativos e do PT, foi surpreendido com a família numa madrugada de março de 1996 com uma saraivada de tiros em sua casa, atentado covarde que nunca foi elucidado.

##### Projetos importantes aprovados
Propôs a Lei Seca, apoiou os sem-terra, garantiu assentos reservados para usuários especiais nos ônibus e exigiu qualidade da água da Sanesul. Comemorou o Jubileu de Ouro da CAND. 
- Criou-se o Procon
- Tornou obrigatório o acesso próprio para deficientes em prédios de uso público

##### Membros
Na 4ª legislatura ocorre a morte de um vereador (Santos Soares de Lima, o “Santim”) em outubro de 1994. Nas eleições do ano de 1992, foram eleitos os seguintes vereadores para a 4ª legislatura:
- Vereadores e suplentes
  - Adenilson Azzola de Araújo
  - Alberto Alves dos Santos
  - Antônio Carlos de Araújo Cruz
  - Dioclécio Artuzi
  - Dorgival Ferreira da Silva
  - Eduardo Laier
  - Erisvaldo Mendonça dos Santos
  - Francisca Felisbela de Barros
  - Frederico Bernardo Holtermann
  - Geraldo Resende Pereira
  - Ismael Araújo de Oliveira
  - João Derli Farias de Souza
  - José Carlos Cimatti Pereira
  - José Laerte Cecílio Tetila
  - José Luiz de Oliveira
  - Luiz Machado de Souza
  - Marçal Gonçalves Leite Filho
  - Péricles Cintra da Silva
  - Santos Soares de Lima
  - Waldomiro Marques Rosa
- Presidentes
  - 9º - Dorgival Ferreira da Silva (1993/1995)
  - 10º - Francisca Felisbela de Barros (1995/1996)
  - 11º - José Carlos Cimatti Pereira (1996)

#### 3ª legislatura
A 3ª legislatura, entre 1989 e 1992, foi a primeira após da Constituição de 1988. O Plano Collor bloqueando contas, aplicações e impondo o congelamento de preços, causou apreensão e dividiu as opiniões na Casa, não sendo diferente com o impeachment do Presidente da República. A Câmara procurou entender também as causas dos suicídios em série nas aldeias, um drama com repercussão internacional. Também iniciou nessa legislatura a discussão sobre a localização do shopping e do teatro. Lamentou o desaparecimento do deputado Ulysses Guimarães em outubro de 1992. Em 1991, a população era de 135.984 pessoas, com apenas 13.128 na zona rural.

##### Projetos importantes aprovados
Quando o Executivo tentou angariar para si os louros da realização física, a Câmara ponderou que os louros deveriam ser atribuídos aos cidadãos pagadores de tributos. Criticou a criação da Vila Cachoeirinha em área imprópria e se colocou ao lado dos comerciantes contra a fúria fiscal do Estado.
- Foi o período de se elaborar a nova Constituinte Municipal sendo propostos e criados vários conselhos

##### Membros
Além da primeira eleição simultânea de duas mulheres (Francisca Felisbela de Barros e Lori Alice Gressler), elegeu-se também um deficiente físico (Ivo Cratiu). A Câmara, até então no 1º andar, se mudou para um prédio térreo para facilitar o acesso desse vereador. Nas eleições do ano 1988, foram eleitos os seguintes vereadores para a 3ª legislatura:
- Vereadores e suplentes
  - Albino Mendes
  - Alberto Alves dos Santos
  - Archimedes Lemes Soares
  - Áureo Garcia Ribeiro
  - Carlos Roberto Cristino de Oliveira
  - Eduardo Laier
  - Erisvaldo Mendonça dos Santos
  - Francisca Felisbela de Barros
  - Francisco Moraes Chico Costa
  - Frederico Bernardo Holtermann
  - Gonçalo Padilha de Amorim
  - Ivo Cratiu da Silva
  - José Carlos Cimatti Pereira
  - Lori Alice Gressler
  - Mariano Cândido de Arruda
  - Mauro da Cruz Sanches
  - Santos Soares de Lima
- Presidentes
  - 7º - Albino Mendes (1989/1990)
    - Mauro da Cruz Sanches (interino, 1990)

  - 8º - Archimedes Lemes Soares (1991/1992)

#### 2ª legislatura
Na 2ª legislatura após a divisão, entre 1983 e 1988, ocorre o processo de redemocratização nacional e é comemorado o cinquentenário de Dourados, além das Diretas Já no município. Outro evento que fez parte dessa legislatura foi a promulgação da atual constituição de 1988. A Câmara cobrou pressa na questão industrial, instalando-se aqui a 1ª indústria de esmagamento e refinamento de soja, mas o sonho de um pólo industrial ficou nisso. O Legislativo criticou a prefeitura por não fazer nada na Semana do Meio Ambiente em 1986 e aprovou a compra da área do lixão, a 12 km da cidade. Defendeu as Diretas Já e propôs o ensino da história local no currículo escolar. Aplaudiu a vinda do Projeto Pixinguinha. Lamentou o assassinato de Marçal de Souza, conhecido internacionalmente.

##### Projetos importantes aprovados
A Câmara defendeu projetos humanitários como ciclovias, o grupo de defesa do consumidor, ônibus para os índios, vagas no serviço público para deficientes físicos.
- Autorizou a criação da Fundação Cultural e de Esportes (Funced), mas os vereadores negligenciaram ao verem sucumbir à obra do Clube Social e a sede da 1ª prefeitura por interesses comerciais, embora existissem projetos pedindo o tombamento
- Revogou o Título de Cidadão concedido a Pelé
- As figueiras enormes do centro foram tombadas

##### Membros
Nas eleições de vereadores do ano de 1982, a primeira após o Golpe Militar de 1964, foram eleitos o seguinte quadro para a 2ª legislatura:
- Vereadores e suplentes
  - Alberto Alves dos Santos
  - Albino Mendes
  - Antônio Noreci da Silva
  - Archimedes Lemes Soares
  - Áureo Garcia Ribeiro
  - Carlos Roberto Cristino de Oliveira
  - Erisvaldo Mendonça dos Santos
  - José Alberto Vasconcelos
  - José Braga
  - Mariano Cândido de Arruda
  - Nery Azambuja
  - Osvaldo Ferreira Basé
  - Paulo Afonso Flores Falcão
  - Valdenir Machado
  - Valdir Perusso
  - Vitório José Pederiva
  - Walter Brandão da Silva
- Presidentes
  - 4º - Archimedes Lemes Soares (1983/1985)
  - 5º - Antônio Noreci da Silva (1985/1987)
  - 6º - Carlos Roberto Cristino de Oliveira (1987/1988)

#### 11ª ou 1ª legislatura (pós-divisão)
Esta legislatura, ocorrida entre 1979 e 1983, era para ser a 11ª mas ocorre uma recontagem e volta a ser a primeira em função da inserção de Dourados no novo estado de Mato Grosso do Sul, em que o processo de criação foi iniciado na legislatura anterior. Os vereadores testemunharam a histórica instalação do Estado de Mato Grosso do Sul em 1º de janeiro de 1979, em Campo Grande, e a nomeação do primeiro governador Harry Amorim da Costa. Foram contra o nome que se queriam dar à nova unidade da Federação (Estado de Campo Grande). A educação em nível superior teve um salto olímpico com a definição do campus de Agronomia em Dourados e com a emenda à Constituição Estadual garantindo a sede da UEMS aqui, congratulando-se com o deputado Walter Carneiro, autor da emenda. A Câmara sugeriu a criação da Festa da Soja e saudaram a instalação da primeira Cardioclínica. Dourados já era chamada de a Metrópole Econômica do novo Estado com uma população em 1980 de 106.493 habitantes, sendo 84.849 na cidade.

##### Projetos importantes aprovados
- Os vereadores pediram estudos para se instalar prédios de cinco a seis pavimentos na Avenida Marcelino Pires, foi daí que em 1979 foi aprovada a lei n.º 1040
- Proibiu-se jogar entulhos nos córregos urbanos
- Foi instalada a Bolsa de Cereais na cidade

##### Membros
- Vereadores e suplentes
  - Anis Faker
  - Celso Muller do Amaral
  - Cíder Cerzósimo de Souza
  - Daniel Vieira Nóia
  - Felipe Antônio Prechitko
  - João de Souza Leão
  - Joel Pizzini
  - Juarez Fiel Alves
  - Mariano Cândido de Arruda
  - Nilson Vieira de Matos
  - Ramão Moacyr da Fonseca
  - Roberto Djalma Barros
  - Saul Freire
  - Sultan Rasslan
  - Valdenir Machado
  - Walter Benedito Carneiro
- Presidentes
  - 1º - Juarez Fiel Alves (1979)
  - 2º - Ramão Moacyr da Fonseca (1980/1981)
  - 3º - Mariano Cândido de Arruda (1981/1983)

### Antes da divisão

#### 10ª legislatura
A partir da 10ª legislatura, entre 1977 e 1978, ocorre o início do processo de fundação e instalação do novo estado de Mato Grosso do Sul, que dura até a próxima legislatura. Os vereadores debateram, calorosamente, a criação do novo Estado que se deu em 11 de outubro de 1977 com a sanção, pelo Presidente da República Ernesto Geisel da Lei Complementar nº 448/77. Querendo um transporte público e barato, sugeriu o trem até Campo Grande. A Câmara também pediu ao Presidente pressa na nomeação do novo governador temendo um esvaziamento político-administrativo. Lamentou a morte do Papa Pio VI, em 8 de agosto de 1978.

##### Projetos importantes aprovados
O Legislativo vigiou de perto o período em que a cidade recebeu obras de porte e decisivas para o futuro como os “BNHs”, o Programa de Desenvolvimento da Grande Dourados (Prodegran), as galerias pluviais, asfalto, guias e sarjetas, estas como parte do “Comunidade Urbana em Recuperação Acelerada”, o CURA. A Câmara propôs campanha para as ruas limpas e para o trânsito. Exerceu rígido controle sobre as licitações e concorrências. Pediu-se estudos para se elaborar o Plano Diretor.
- Fixou área de 200 hectares para o Distrito Industrial
- Chegou a formar uma comissão para a pesquisa da história local
- Se opôs à obrigatoriedade do paletó e gravata em fotos para documentos

##### Membros
Nesta legislatura o nome do presidente ficou inalterado até o final de sua gestão:
- Vereadores e suplentes
  - Anis Faker
  - Celso Muller do Amaral
  - Cíder Cerzósimo de Souza
  - Daniel Vieira Nóia
  - Felipe Antônio Prechitko
  - João de Souza Leão
  - Joel Pizzini
  - Juarez Fiel Alves
  - Mariano Cândido de Arruda
  - Nilson Vieira de Matos
  - Ramão Moacyr da Fonseca
  - Roberto Djalma Barros
  - Saul Freire
  - Sultan Rasslan
  - Valdenir Machado
  - Walter Benedito Carneiro
- Presidentes
  - 34º - Sultan Rasslan (1977/1978)

#### 9ª legislatura
Na 9ª legislatura, entre 1973 e 1977, a Câmara adotou medidas ambientais e acompanhou e tentou moldar o progresso espontâneo com a expansão da fronteira agrícola. Apesar disso apenas 20% da cidade eram iluminados, mas já se captavam sinais da TV Morena (Globo) e a Câmara pediu para Prefeitura instalar aparelho na praça para o povo assistir a Copa de 74. Garrincha veio receber o Título de Cidadão em abril de 73, jogando na Leda com a camisa do Operário. O líder Marçal de Souza (o “banguela”) pediu com veemência, às autoridades federais, ajuda aos índios.

##### Projetos importantes aprovados
Os vereadores alertaram para o uso abusivo do “agente laranja” e pediram rígido controle por parte do IBDF, sendo essa a primeira medida ambiental concreta desde a fundação, além da Embrapa ter se instalada aqui dando início ao processo de transformação tecnológica. O Legislativo pediu o Corpo de Bombeiros e barreiras fiscais. Averiguou as queixas sobre o atendimento no Hospital Regional e discutiu um possível impeachment do prefeito Totó Câmara. Foi pedida a Faculdade de Agronomia da UEMT, nova rodoviária, estádio de futebol, aviões de porte e prédio do Fórum.
- Foi instituído o Hino a Dourados
- Foi criada a Socigran
- Um projeto criou o Comando Sanitário Integrado
- Chegou o telex público

##### Membros
Abaixo os vereadores e suplentes desta legislatura:
- Vereadores e suplentes
  - Alberto Ferreira Batista
  - Américo Monteiro Salgado
  - Antenor Martins Junior
  - Aparecido Pimenta Reis
  - Atílio Torraca Filho
  - Cezar Luchesi
  - Ediberto Celestino de Oliveira
  - Edison Pires de Almeida
  - Jamil Campos Ahum
  - Mario Pereira Leite
  - Moacir Barreto de Souza
  - Pedro Domingos Pereira
  - Ramão Perez
  - Saul Freire
  - Seigi Araki
  - Sizuo Uemura
  - Walter Benedito Carneiro
- Presidentes
  - 30º - Américo Monteiro Salgado (1973/1974)
  - 31º - Moacir Barreto de Souza (1974)
  - 32º - Américo Monteiro Salgado (1974/1975)
  - 33º - Pedro Domingos Pereira (1975/1977)

#### 8ª legislatura
Na 8ª legislatura, entre 1970 e 1973, sob a euforia do Tricampeonato Mundial de Futebol, a Câmara aprovou, apesar das críticas, o Título de Cidadão Douradense para Pelé e João Havelange, mas eles nunca vieram receber a homenagem máxima do Município. A mesma honraria foi concedida aos generais Plínio Pitaluga (herói da Segunda Guerra e comandante da 4ª Divisão de Cavalaria), Ramiro Torres (comandante da 9ª Região Militar), Senador Filinto Muller, entre outros líderes do golpe de Estado no Brasil em 1964. O Legislativo, naqueles idos, comemorava o golpe em sessões solenes. Surgiu o Exame Madureza, Curso de Contabilidade e Faculdade de Filosofia, Ciência e Letras no Centro Pedagógico de Dourados.

##### Projetos importantes aprovados
Vereadores exerceram rígido controle sobre o Executivo, cobraram benefícios, tiveram desentendimentos internos, mas, democraticamente, trabalharam na concepção da face urbana de Dourados pedindo rodoviária, semáforos na Avenida Marcelino Pires, mais asfalto, ampliação do esgoto e as galerias que definitivamente poriam fim às enxurradas no centro.
- Uma parte velha da cidade desapareceu com a derrubada de casarões e casebres.

##### Membros
Abaixo os vereadores e suplentes, sendo dois deles presidentes da casa:
- Vereadores e suplentes
  - Antenor Martins Júnior
  - Antônio Alves Rocha
  - Edison Pires de Almeida
  - José Paulino da Silva
  - José Gomes Leite
  - Marco Antônio Cunha
  - Mário Ferreira de Aragão
  - Mário Pereira Leite
  - Osvaldo Wolf
  - Pedro Domingos Pereira
  - Renato Lemes Soares
  - Seigi Araki
  - Walter Brandão da Silva
- Presidentes
  - 28º - Walter Brandão da Silva (1970/1971)
  - 29º - Renato Lemes Soares (1971/1973)

#### 7ª legislatura
Na 7ª legislatura, entre 1967 e 1970, iniciou-se o ciclo da  chamada Cidade Modelo. E a modernidade urbana assustava. Havia alta velocidade no trânsito, descontrole de preços de alimentos (pão, carne) e medicamentos. A Câmara reivindicou a inseminação e registro dos bovinos, mudas e sementes selecionadas, campanha contra aftosa e a travessia, pelo Porto Caiuá, em Naviraí (entre MT e PR). Pediu verba para o Hospital Regional e reclamou a falta de telefonia interurbana. Na frente do cine Ouro Verde eram colocados cavaletes para proteger as pessoas. A Fábrica Mandeta estampou em sua frota: “Conheça Dourados, a Cidade Modelo”. Em 1969 morreu, em acidente aéreo, o deputado federal Weimar Torres. Em 20 de dezembro de 1969 ligou-se a linha de transmissão de energia. População em 1970 era de 79.186, sendo 47.587 no campo, segundo IBGE. 

##### Projetos importantes aprovados
- Em 22 de março de 1969, Domingos José Nogueira Jaguaribe Filho foi eleito o patrono da Casa em de 17 de abril de 1968 em sessão tensa. A partir daí o nome oficial da casa de leis do município passou a ser Palácio Jaguaribe.
- Após a confusão em torno do novo patrono proibiram-se armas no recinto.
- Aprovada a instalação do Pronto Socorro Municipal.

##### Membros
A Câmara teve o mesmo presidente por quatro anos, fato inédito.
- Vereadores e suplentes
  - Antenor Martins Júnior
  - Aristómenes de Figueiredo Meirelles
  - David Rosa Barbosa
  - Edmur Félix
  - João de Deus Mello
  - José Francisco da Cruz
  - José Pereira Cavalheiros
  - Mário Brandoth da Costa
  - Miguel Ângelo do Amaral
  - Moacir Djalma Barros
  - Moacyr Marques de Azevedo
  - Perciliano Bueno Cavalheiro
  - Renato Lemes Soares
  - Saul Freire
  - Walter Brandão da Silva
- Presidentes
  - 27º - Moacir Djalma Barros (1967/1970)

#### 6ª  legislatura
A 6ª legislatura, entre 1963 e 1967, foi marcada pelo Golpe Militar de 1964. Antes do Golpe, apoiava as reformas de base de João Gulart (o Jango) que veio à cidade receber o Título de Cidadão. A Câmara também lamentou a morte do Papa João 23 e pediu agência da Caixa. A Câmara lutou também por um ramal ferroviário. Instalou-se também o Banco de MT e a Usina Filinto Muller (ou Usina Velha) foi passada para a Cemat. Surgiram o Cruzeiro Esporte, o Operário, a Associação Varzeana e a Sociedade Esportiva Servidores Municipais. Também a Vila Brasil (atual Fátima do Sul), Naviraí, Ivinhema e Glória de Dourados viraram municípios.

##### Projetos importantes aprovados
Apesar das macro-questões, pequenos pedidos também entravam em pauta como feitura de mata-burros e compra de lampiões para escolas.
- As boiadas, desviadas do centro, passaram a ter um corredor, a rua Joaquim Alves Taveira
- Iniciou-se, após muitas gestões, o plano da rede d´água de 75 km.
- A Avenida Marcelino Pires recebeu 12 km de asfalto e a Câmara pediu 200 casas do BNH.
- Justo Penteado criou o Brasão do Município, que foi aprovado pela casa.

##### Membros
Foi a fase que mais se convocou suplentes. Em um processo atípico, instalado exatamente no dia 31 de março, o presidente da Casa, Jamary Carneiro Santigo e o vereador Gumercindo Bianchi foram cassados porque defenderam a legalidade do PC. Depois disso, a convivência com o novo regime foi pacífica.
- Vereadores e suplentes
  - André Moreira Nunes
  - Antônio Alves Rocha
  - Antônio Roberto Dias
  - Ataulpho de Matos
  - Claudionor Albuquerque
  - Cíder Cerzósimo de Souza
  - Décio Rosa Bastos
  - Francisco Brianezi
  - Gumercindo Bianchi
  - Iosito Miguita
  - Ismahim Audi
  - Ivo Anunciato Cerzósimo
  - Jamary Carneiro Santiago
  - João de Deus Mello
  - Joel Pizzini
  - Jofre Damasceno
  - José de Azevedo
  - José Francisco da Cruz
  - José Paulino da Silva
  - José Pereira da Silva
  - José Severino de Oliveira
  - Luiz Afonso de Souza
  - Luiz Francisco de Lima
  - Manoel Dedis de Vasconcelos
  - Osvaldo Wolf
  - Tibúrcio Olau de Almeida
  - Vitalino Martins Caetano
- Presidentes
  - 21º - Ataulpho de Matos (1963)
  - 22º - Claudionor Albuquerque (1963/1964)
  - 23º - Jamary Carneiro Santiago (1964)
  - 24º - Ataulpho de Matos (1964/1965)
  - 25º - Décio Rosa Bastos (1965/1966)
  - 26º - Cíder Cerzósimo de Souza (1966/1967)

#### 5ª legislatura
Na 5ª legislatura, entre 1959 e 1963, os vereadores da zona rural encaminhavam os apelos dos colonos por estradas, armazéns, pontes, preços mínimos e intervenções nos conflitos agrários. Os vereadores pediram para JK não interromper a obra da estrada entre Dourados e Porto Felicidade. Projeto regulou horário do comércio, Município controlava tarifa da energia elétrica, telefone, preços dos alimentos e as autoridades pensavam em fazer hidrelétrica no Rio Dourados. Houve a primeira campanha de vacinação em massa e controle de mosquitos. Discutiam-se fervorosamente a divisão do Estado. Foi feito um trecho de asfalto na Avenida Marcelino Pires. Banco Rural de MT montou agência aqui, seguido pelo Banco do Brasil e Banco Brasileiro de Desconto S.A. Custo de vida altíssimo nos governos Jango e Jânio motivou debates em plenário. Vereadores repudiaram projeto da pena de morte e manifestaram voto de pesar pela morte do pintor Cândido Portinari. Explosão demográfica chegou a 84.955 habitantes, conforme censo do IBGE de 1960. 68.487 moravam na zona rural.

##### Projetos importantes aprovados
- Foi criado o serviço de combate às formigas saúvas.
- Criado também o serviço de água e esgoto.

##### Membros
Nessa legislatura foram empossados o conjunto de vereadores abaixo.
- Vereadores e suplentes
  - Antônio Saturnino
  - Arnulpho Fioravanti
  - Ataulpho de Matos
  - Ayrthon Ferreira Barbosa
  - João da Câmara
  - Jonas Francisco Dourado
  - José Ferreira do Nascimento
  - Moacir Djalma Barros
  - Sebastião Pereira Neto
  - Tércio Torres de Sá
  - Theotônio Alves de Almeida
- Presidentes
  - 18º - Jonas Francisco Dourado (1959/1962)
  - 19º - Ataulpho de Matos (1962)
  - 20º - Jonas Francisco Dourado (1962/1963)

#### 4ª legislatura
Na 4ª legislatura, entre 1955 e 1959, estava em pauta o plano Rodoviário e de Abastecimento de Água e Esgoto. A Câmara apoiou a Conferência da Paz, no Rio, contra a bomba atômica. Os vereadores se envolveram no movimento pró-ponte sobre o Rio Paraná, no Porto XV, e pediram agência do Banco do Brasil. Exigiram abastecimento de gasolina à noite e o prefeito foi autorizado a fazer o coreto da Praça Antônio João. Repudiavam movimentos de exceção pelo País e a tentativa de impedimento, pela oposição, de João Café Filho assumir a Presidência da República após o suicídio de Getúlio Vargas. Apoiaram a mudança da Capital do País para o Planalto Central. A Prefeitura foi autorizada a comprar ações da Petrobrás e os vereadores exigiram providências contra a gripe asiática que se alastrava pelo País. Havia lavouras de café, cereais e algodão. A Assembléia Legislativa aprovou a criação do Município de Caarapó, então distrito local, que seria instalada na próxima legislatura. 

##### Projetos importantes aprovados
- No dia 17 de abril de 1956 foi inaugurada a nova luz elétrica substituindo a “Usina Velha” tocada a vapor.
- Aprovado o projeto da Rodoviária
- Aprovado também o projeto do Mercado Municipal
- Criação das subprefeituras de Guassu e Vila Brasil (atual Fátima do Sul)
- Surgimento da empresa telefônica municipal

##### Membros
Nessa legislatura foram eleitos os seguintes vereadores e desta vez eram dezesseis membros. Uma segunda mulher toma assento na Casa (Maria da Glória Muzzi Ferreira). 
- Vereadores e suplentes
  - Aguiar Ferreira de Souza
  - Áuro Miguel Rigotti
  - Delmar de Oliveira
  - Eduardo Cerzósimo de Souza
  - Izzat Bussuan
  - João da Câmara
  - João Silveira Viana
  - José Joel Saburá
  - Josias de Souza Chaves
  - Maria da Glória Muzzi Ferreira
  - Noé de Melo
  - Orlando Marques de Almeida
  - Sinésio de Matos
  - Vivaldi de Oliveira
  - Walmor Borges
  - Weimar Gonçalves Torres
- Presidentes
  - 11º - Vivaldi de Oliveira (1955/1957)
  - 12º - Walmor Borges (1957)
  - 13º - Weimar Gonçalves Torres (1957)
  - 14º - Walmor Borges (1957)
  - 15º - Aguiar Ferreira de Souza (1957/1958)
  - 16º - Sinésio de Matos (1958)
  - 17º - Weimar Gonçalves Torres (1958/1959)

#### 3ª legislatura
A 3ª legislatura, entre 1951 e 1955, foi marcada por várias transformações na cidade de Dourados. A Câmara definiu um Plano de Urbanização e disponibilizou um livro para receber queixas e sugestões na tentativa de melhorar a aproximação, estimular a participação e granjear a simpatia popular. Os vereadores propuseram a construção da Câmara no centro da Praça Antônio João, pois ainda ocupavam um pequeno e rústico prédio nos fundos da Prefeitura. Dourados ganhou hotéis de madeira com até 60 quartos, prédios em alvenaria, fábrica de bebidas, matadouro, o time Ubiratan e o Banco Nacional do Comércio e Produção S.A., o Clube Social, transporte aéreo e a 1ª Feira Agro-Industrial. Surgiu também a Rádio Clube, os jornais “O Progresso” e “O Douradense”. A Assembléia Legislativa aprovou, sob protestos, a criação do Município de Itaporã, então distrito local. 

##### Projetos importantes aprovados
A Associação Comercial passou a ocupar o prédio onde funcionava a cadeia e a Liga Esportiva Douradense (Leda) pediu uma área para o estádio.
- Em 12 de novembro de 1953, foi instituído o feriado municipal de 20 de dezembro.
- Aprovado a Planta Geral da Cidade
- Aprovado os sinais de trânsito.

##### Membros
Nessa legislatura foram eleitos os seguintes vereadores  e desta vez eram onze membros e nenhuma mulher:
- Vereadores e suplentes
  - Aguiar Ferreira de Souza
  - Alfredo Borba Sobrinho
  - Antenor Galvão
  - Antônio Alves Duarte
  - Celso Muller do Amaral
  - Ivo Alves da Rocha
  - José Joel Saburá
  - Murilo de Melo
  - Orlando Marques de Almeida
  - Raimundo Nonato de Almeida
  - Weimar Gonçalves Torres
- Presidentes
  - 6º - Celso Muller do Amaral (1951)
  - 7º - Aguiar Ferreira de Souza (1951/1952)
  - 8º - Antônio Alves Duarte (1952/1953)
  - 9º - Weimar Gonçalves Torres (1953/1954)
  - 10º - Aguiar Ferreira de Souza (1955)

#### 2ª legislatura
A 2ª legislatura, ocorrida entre 1947 e 1951, levou cerca de 10 anos para ocorrer após uma década de obscuridade democrática, mas de rápido crescimento. Retomou o processo de organização. Nessa legislatura foi feita uma ousada reforma agrária em 300 mil hectares dentro da “Marcha para o Oeste”. Esse projeto fomentou uma febre migratória sem precedentes e, com isso, uma forte demanda por serviços públicos e estradas. Os migrantes, a maior parte nordestinos, desembarcavam de trens no distrito de Itahum e em Maracaju. O Censo de 1940 do IBGE identificou uma população de 14.985 pessoas em Dourados. Uma década depois era de 22.834.

##### Projetos importantes aprovados
Nessa legislatura os vereadores cobraram verbas para a segurança pública, assistência social, educação e infra-estrutura. E se ocupou com conflitos fundiárias urbanos e oriundos da Colônia Agrícola Nacional de Dourados (CAND), demarcada em julho de 1948.
- A 1ª versão do Regimento Interno foi concluída em maio de 1948.
- Definiu-se a zona urbana em 255 mil m²
- O Legislativo combateu a jogatina que gerava muitas brigas
- Regularização dos condutores de caminhões e do serviço de alto-falante
- Aprovação de uma agência de estatísticas
- Reservada área para a Praça Antônio João
- Instalada a Usina Filinto Muller e permissão de pequenas fábricas
- Aprovação da criação do Hospital Evangélico
- Aprovação da criação do Cine Teatro Santa Rita.

##### Membros
Foi nessa legislatura que foi empossada a primeira mulher da Câmara de Dourados, Albertina Pereira de Matos. Foram eleitos os seguintes vereadores, e desta vez eram treze membros:
- Vereadores e suplentes
  - Albertina Pereira de Matos
  - Antônio Emílio de Figueiredo
  - Austrilio Ferreira de Souza
  - Cyro de Mello
  - Hyran Pereira de Matos
  - Israel Antunes da Silveira
  - João Augusto Capilé
  - José de Oliveira Belmont
  - José Corrêa de Almeida
  - Manoel Pereira da Rosa
  - Raul Frost
  - Tibúrcio Olau de Almeida
  - Vlademiro Muller do Amaral
- Presidentes
  - 2º - Antônio Emílio de Figueiredo (1947/1948)
  - 3º - Austrilio Ferreira de Souza (1948/1949)
  - 4º - Raul Frost (1949)
  - 5º - Vlademiro Muller do Amaral (1950/1951)

#### 1ª legislatura
Na 1ª legislatura (mandato de fevereiro á novembro de 1937) os vereadores tinham pressa e trabalharam com afinco para atender a população e organizar a instituição Câmara e suas relações com o Executivo. Foi a partir daí que o Conselho Consultivo da Villa de Dourados passou a se chamar Câmara Municipal de Dourados. Este passou a ter sessões diárias que às vezes entravam noite adentro para se definir o Regimento Interno, Código de Posturas, Orçamento, entre outros assuntos básicos da estrutura administrativa. Tentavam impor independência e liberdade política. Em 5 de novembro Cyro de Mello foi nomeado “colletor estadual”. Na 1ª legislatura a presidência ficou, por quatro dias, nas mãos de João Vicente de Azambuja. Em 10 de novembro de 1937 Getúlio Vargas dissolveu Câmaras, Assembléias e partidos políticos. Instituiu uma nova Constituição. Era o início do Estado Novo e o período de dormência da democracia que mal tinha começado a ser exercitada no âmbito local e que, assim como em todo Brasil, duraria cerca de 10 anos.

##### Projetos importantes aprovados
Dourados despertava para um futuro que era duvidoso e incerto para alguns e promissor para os sonhadores e otimistas. 
- Reservou área para Ministérios
- Reservou área para o campo de aviação
- Reservou área para as Escolas Reunidas
- Reservou área para o colégio dos padres
- Reservou área para a prefeitura e patrimônios
- Reservou área para escolas

##### Membros
Na primeira legislatura como Câmara Municipal o numero de membros da casa passou de três para oito, sendo um deles o presidente da casa legislativa: 
- Vereadores e suplentes
  - Cyro de Mello
  - João Vicente de Azambuja
  - Jayme Moreira de Souza
  - João Damasceno Pires
  - Fermino Vieira de Mattos
  - Antõnio Borges Capillé
  - Oclécio Luiz de Azambuja
  - Bento de Mattos Pereira
- Presidentes
  - 1º - Cyro de Mello (1937)

### Conselho Consultivo da Villa de Dourados
Em um período de revoluções, desordens, recursos pífios e quando a valentia se media pelos revólveres em coldres, predominava também o catolicismo e os moradores tinham uma vida calejada na dura lida do campo seja criando gado vacum, colhendo erva-mate, plantando para subsistência ou cortando madeira de lei. Foi nesse período que a Câmara Municipal de Dourados foi instalada juntamente com o município e a Prefeitura de Dourados em 20 de Dezembro de 1935 formando primeiramente o ”Conselho Consultivo da Villa de Dourados”, atuando inicialmente de 22 de janeiro de 1936 a fevereiro de 1937. A então “Villa de Dourados” tinha pouco mais de 15 mil pessoas. 

#### Projetos importantes aprovados
Apesar das dificuldades e das distâncias, o Conselho Consultivo da Villa de Dourados, através de seu primeiro presidente, Nelson de Araújo, lançou os alicerces da democracia em um tempo no qual a influência dos coronéis paisanos e grandes latifundiários era decisiva. 
- Foram definidos os lotes do povoado
- Viabilizou-se verba para se instalar a cadeia
- Viabilizou-se a contratação professores e criou-se o cargo adjunto de professor
- Estabeleceu-se as bases dos tributos imobiliários.

#### Membros
Tinha no início apenas três membros incluindo o presidente que foram nomeados pelo governador de Mato Grosso Mário Corrêa, cuja escolha se deu entre os notáveis da época.
- Membros
  - João Rosa Goés
  - José de Mattos Pereira
  - Nelson de Araújo
- Presidentes do Conselho
  - Nelson de Araújo (1936/1937)